# Zsuzsa Nagyová
Zsuzsa Nagy (* 3. listopadu 1975 Budapešť, Maďarsko) je bývalá reprezentantka Maďarska v judu. Je drželkou neoficiálního rekordu jako nejmladší vítězka titulu mistryně Evropy v judu – 15,54 let

## Sportovní kariéra
Judu se věnovala od 11 let. V roce 1991 v 15 letech šokovala judistickou Evropu ziskem titulu seniorské mistryně Evropy. Ve stejném roce vybojovala na mistrovství světa olympijskou účast v Barceloně v roce 1992. Nároky na svou osobu však psychicky nezvládla, na olympijských hrách nesplnila očekávání a po neshodách s trenéry ukončila v roce 1993 sportovní kariéru.

## Výsledky
| Turnaj             | 1990          | 1991          | 1992          |
| Turnaj             | 15            | 16            | 17            |
| Turnaj             | polostřední v | polostřední v | polostřední v |
| ------------------ | ------------- | ------------- | ------------- |
| Olympijské hry     |               |               | úč.           |
| Mistrovství světa  |               | 7.            |               |
| Mistrovství Evropy | —             | 1.            | —             |
| MS juniorů         | ?             |               | 3.            |
| ME juniorů         | 3.            | 3.            | úč.           |